# Габріель Пуа
Габріель Пуа (фр. Gabriel Poix, 8 листопада 1888 — 23 січня 1946) — французький академічний веслувальник.
Срібний призер Олімпійських Ігор 1920 року в складі розпашної двійки зі стерновим.
Чемпіон Європи 1913, 1920 років у складі розпашної двійки зі стерновим.